# Bétaille
Bétaille é uma comuna francesa na região administrativa de Occitânia, no departamento de Lot. Estende-se por uma área de 13,99 km². Em 2010 a comuna tinha 1 063 habitantes (densidade: 76 hab./km²).